# Triodia mlokossevitschi
Triodia mlokossevitschi (лат.) — вид чешуекрылых насекомых из семейства тонкопрядов.
Вид был описан великим князем Николаем Михайловичем Романовым (первоначально в другом роде, как Hepialus mlokossevitschi  Romanoff, 1884) и назван в честь российского и польского натуралиста, путешественника и исследователя Кавказа Людвика Млокосевича. Последний был знаком с великим князем и еще раннем возрасте поддерживал увлечение последнего лепидоптерологией.
Мелкие бабочки. Известны из Армении.